# 第2回全国陸上競技大会
第2回全国陸上競技大会（だい2かいぜんこくりくじょうきょうぎたいかい）は、1914年（大正3年）11月22日から11月23日に行われた全国陸上競技大会（後の日本陸上競技選手権大会）。
第1回と同じく陸軍戸山学校で行われた。男子種目のみ行われた。

## 大会結果
|                      | 優勝                              | 優勝      | 2位                           | 2位       | 3位                                               | 3位       |
| -------------------- | --------------------------------- | --------- | ----------------------------- | --------- | ------------------------------------------------- | --------- |
| 100m                 | 明石和衛 東京帝国大学卒           | 12.1      | 黒田義夫 東京帝国大学         |           | 斉藤友三 東京帝国大学                             |           |
| 200m                 | 黒田義夫 東京帝国大学             | 25.7      | 斉藤友三 東京帝国大学         |           | 高野与己 東京帝国大学                             |           |
| 400m                 | 津村清治 慶応義塾大学             | 57.7      | 黒田義夫 東京帝国大学         |           | 野口征吉 豊島師範学校                             |           |
| 800m                 | 沢田一郎 第一高等学校             | 2:18.7    | 多久儀四郎 東京高等師範学校   |           | 津村清治 慶応義塾大学                             |           |
| 1500m                | 多久儀四郎 東京高等師範学校       | 4:44.4    | 沢田一郎 第一高等学校         |           | 加藤慶作 明治大学                                 |           |
| 5000m                | 山口幹 正則英語学校               | 19:25.1   | 三好藤助 福島中学校           |           | 鵜飼弥三郎 横浜体育                               |           |
| 10000m               | 郡山庄太郎 大阪商業講習所         | 36:21.0   | 仲田末吉 豊島師範学校         |           | 狩谷淳 豊島師範学校                               |           |
| マラソン（25マイル） | 金栗四三 東京高等師範学校         | 2:19:20.3 | 橋本三郎 東京高等師範学校     | 2:34:24.2 | 服部秀雄 愛知県立第一中学校                       | 2:45:53.2 |
| 1000mリレー          | 沢田・林・長岡・杉本 東大・一高組 | 2:26.0    |                               |           |                                                   |           |
| 4×270mリレー         | 高野・黒田・伊藤・明石 東大組     | 2:26.0    |                               |           |                                                   |           |
| 走高跳               | 内藤政邁 学習院大学               | 1.61      | 木下孝則 学習院大学           | 1.56      | 瀬脇文寿 学習院大学                               | 1.52      |
| 立高跳               | 瀬脇文寿 学習院大学               | 1.27      | 早川雄三 千葉県立高等園芸学校 |           | 小島勇之助 東京帝国大学卒 小野崎良三 慶応義塾大学 |           |
| 棒高跳               | 富田友之輔 早稲田大学             | 2.82      | 増田久雄 学習院大学           |           | 野口源三郎 東京高等師範学校 小川猛 早稲田大学     |           |
| 走幅跳               | 鈴木文夫 青山師範学校             | 5.69      | 甲斐義智 慶応義塾大学         | 5.65      | 鎌田政忠 東京帝国大学                             | 5.58      |
| 立幅跳               | 瀬脇文寿 学習院大学               | 2.81      | 深井健次 東京農業大学         |           | 小畑寿雄 日本体操                                 |           |
| 砲丸投               | 後藤欣一 日本体操                 | 8.48      | 辰野保 東京帝国大学           | 8.43      | 富田真三 東京高等師範学校                         | 8.39      |
| ハンマー投           | 辰野保 東京帝国大学               | 20.51     | 伊達亮次郎 慶応義塾大学       | 17.24     | 巌智開 東京美術学校                               | 16.69     |
| 野球用球投           | 辰野保 東京帝国大学               | 98.49     | 池田明篤 明治大学             | 89.39     | 桜井弥一郎 慶応義塾大学卒                         | 88.87     |